# Iaciara
Iaciara là một đô thị thuộc bang Goiás, Brasil. Đô thị này có diện tích 1625,284 km², dân số năm 2007 là 11841 người, mật độ 7,3 người/km².